# Cardiomiopatia periparto
A cardiomiopatia periparto ( PPCM ) é um tipo de cardiomiopatia dilatada que se apresenta entre o último mês de gravidez e cinco meses após o parto. Os sintomas são os de insuficiência cardíaca, com falta de ar, cansaço e inchaço. Outros sintomas podem incluir palpitações, dor no peito ou tosse seca. O início pode ser gradual ou repentino. As complicações podem incluir arritmias, coágulos sanguíneos, sofrimento fetal e morte súbita.
A causa é desconhecida e mulheres previamente saudáveis podem ser afetadas. Os fatores de risco incluem distúrbios hipertensivos da gravidez, gestações múltiplas e história familiar. O mecanismo subjacente envolve disfunção sistólica do coração, resultando em diminuição da fração de ejeção do ventrículo esquerdo (FE), normalmente abaixo de 45%. O diagnóstico é baseado nos sintomas e na ultrassonografia cardíaca, após descartar outras causas possíveis.
O parto em tempo hábil pode ser recomendado. Antes do parto, os tratamentos podem incluir betabloqueadores, diuréticos tiazídicos ou furosemida. Após o parto, o tratamento é semelhante ao da insuficiência cardíaca típica. Outras opções podem ser um cardioversor desfibrilador implantável (CDI) e terapia de ressincronização cardíaca (TRC), embora um dispositivo externo possa ser usado, pois mais da metade melhora em seis meses. A recuperação pode levar cinco anos, com risco de morte de 7 a 50%. Existe o risco de que possa ocorrer novamente em gestações futuras e, portanto, estas podem ser desaconselhadas.
A cardiomiopatia periparto afetou cerca de 1 em cada 2.200 gestações nos Estados Unidos, com taxas tão altas quanto 1 em 300 no Haiti. Pessoas com mais de 25 ou 30 anos são mais comumente afetadas. Ser africano também é um risco. A condição foi definida pela primeira vez em 1971 por Demakis; no entanto, já era reconhecida desde 1700.